# Fernhochschule
Eine Fernhochschule  ist eine Hochschule, die Studiengänge mit akademischem Abschluss ausschließlich im Wege des Fernstudiums anbietet. Hierbei sind Fernuniversitäten sowie Fernfachhochschulen zu unterscheiden. 
In Deutschland blieb lange Zeit die Fernuniversität in Hagen (1974) der einzige große Anbieter von Fernstudien. Private und staatlich anerkannte Fachhochschulen, die ausschließlich Fernstudiengänge anbieten, folgten; erste private deutsche Fernfachhochschulen waren die AKAD-Privathochschulen (1981). Mittlerweile werden von zahlreichen Präsenzhochschulen auch einzelne Fernstudiengänge angeboten.
Fernhochschulen können auch Präsenzphasen anbieten, beispielsweise zur Klausurvorbereitung oder der organisatorischen Betreuung der Studierenden an sogenannten Studienzentren vor Ort. Neben den virtuellen Bibliotheken mit Zugriff auf Universitätsbibliotheken mittels Fernleihe kann es auch Präsenzbibliotheken geben.

## Fernhochschulen
Deutschland
- seit 1974: Fernuniversität in Hagen
- seit 1981: AKAD-Privathochschulen
- seit 1995: PFH Private Hochschule Göttingen (teilweise Fernhochschule)
- seit 1996: Allensbach Hochschule
- seit 1996: SRH Fernhochschule
- seit 1997: Hamburger Fern-Hochschule
- seit 1997: Wilhelm Büchner Hochschule
- seit 2003: Europäische Fernhochschule Hamburg (Euro-FH)
- seit 2005: Apollon Hochschule der Gesundheitswirtschaft
- seit 2013: IST-Hochschule für Management
- seit 2022: Europäische Hochschule für Innovation und Perspektive (EHiP)

Österreich
- seit 2006: Ferdinand Porsche Fern-Fachhochschule

Schweiz
- seit 1998: Fernfachhochschule Schweiz

Frankreich
- Conservatoire national des arts et métiers

Spanien
- Universidad Nacional de Educación a Distancia

USA
- California Miramar University